# 赵树丛
赵树丛（1955年3月—）。男，汉族，山东诸城人，中华人民共和国政治人物。山东医学院医疗系毕业，大连理工大学工商管理硕士。中共第十八届中央候补委员、委员（十八届七中全会递补），第九届全国人大代表，第八届全国政协委员。

## 生平

### 早年经历
1969年6月，14岁的赵树丛参加工作，在家乡山东诸城的都吉台大队当赤脚医生。1972年受推荐，进入原山东医学院进行正规医学专业学习；毕业后留校任教。1973年7月加入中国共产党。
在山东医学院，赵树丛逐渐由一名青年教师转为党工干部；曾历任学生辅导员、党支部书记、校团委干事、团委副书记、书记。1985年，当选共青团山东省委常委、宣传部长、团山东省委书记，开始从政之路。

### 仕途
1996年，赵树丛出任中共泰安市委副书记、副市长；一年后，出任代理市长；1998年3月，当选泰安市市长；九个月后，调往安徽省工作。曾历任中共安庆市委副书记，代市长、市长，市委书记，安徽省人民政府副省长等职。2006年10月，升任中共安徽省委常委，并兼任省人民政府副省长、党组副书记。
2011年4月，任国家林业局副局长、党组副书记（副部级）；2012年3月，接替退休的贾治邦出任国家林业局局长。